# Nigel Adkins
Nigel Howard Adkins (* 11. März 1965 in Birkenhead) ist ein ehemaliger englischer Fußballspieler und aktueller Trainer. 

## Spielerlaufbahn
Nachdem er die ersten drei Jahre seiner Karriere beim Viertligisten Tranmere Rovers verbracht hatte, wechselte Adkins 1986 zu Wigan Athletic. Mit seiner neuen Mannschaft verfehlte er in der Saison 1986/87 als Vierter nur knapp den Aufstieg in die zweite Liga. In den folgenden sechs Jahren spielte er mit Wigan in der dritten Liga, ehe der Verein 1992/93 als Vorletzter in die vierte Liga abstieg.

## Trainerlaufbahn

### Bangor City (1993–1996)
Nach dem Abstieg mit Wigan wechselte er als Spielertrainer zum walisischen Verein Bangor City und gewann direkt den Meistertitel in der League of Wales 1993/94. Nach der Titelverteidigung 1994/95 beendete Adkins mit Bangor die Saison 1995/96 als Vierter.

### Scunthorpe United (2006–2010)
Am 6. November 2006 übernahm Adkins interimsweise den Trainerposten beim englischen Drittligisten Scunthorpe United, wo er Nachfolger von Brian Laws wurde. Einen Monat später trat er offiziell den Posten als Cheftrainer bei der Mannschaft aus Scunthorpe an. Adkins war für den Verein bereits seit 1996 als Physiotherapeut und Fitnesstrainer tätig gewesen. In seiner ersten Saison als Trainer führte Adkins, auch dank dreißig Treffern von Billy Sharp, United zur Meisterschaft in der Football League One 2006/07. Der Aufsteiger verbrachte jedoch nur ein Jahr in der Football League Championship 2007/08, ehe als Vorletzter der Abstieg in die dritte Liga erfolgte. Nachdem Scunthorpe erst am letzten Spieltag der Saison 2008/09 den Play-off-Einzug erreicht hatte, setzte sich die Mannschaft im Finale mit 3:2 gegen den FC Millwall durch und schaffte den direkten Wiederaufstieg in die zweite Liga. In der Saison 2009/10 erreichte United um Toptorjäger Gary Hooper (19 Ligatreffer) als Zwanzigster den Klassenerhalt.

### FC Southampton (2010–2013)
Während der Hinrunde der Saison 2010/11 wechselte Nigel Adkins am 12. September 2010 zum ambitionierten Drittligisten Southampton FC und führte seine neue Mannschaft in der Football League One 2010/11 als Vizemeister hinter Brighton & Hove Albion in die zweite Liga. Am Ende der Saison 2011/12 stieg er mit seiner Mannschaft in die Premier League auf.
Am 18. Januar 2013 wurde Adkins von Southampton FC entlassen.

### FC Reading (2013–2014)
Am 26. März 2013 gab der vom Abstieg bedrohte englische Erstligist FC Reading die Verpflichtung von Nigel Adkins als neuen Trainer bekannt. Nach dem Abstieg aus der Premier League 2012/13 führte Adkins Reading in der Football League Championship 2013/14 auf den siebenten Tabellenplatz und verpasste damit knapp den Einzug in die Play-offs. Eine deutliche Leistungsverschlechterung in der Hinrunde der Saison 2014/15 führte am 15. Dezember 2014 zur Entlassung von Adkins.

### Sheffield United (2015–2016)
Zu Beginn der Saison 2015/16 übernahm Nigel Adkins den vakanten Trainerposten beim Drittligisten Sheffield United.

## Titel und Erfolge
- Walisischer Meister: 1994, 1995
- Zweitliga-Aufstieg: 2007, 2009, 2011